# アンリ・ジロー
アンリ・オノレ・ジロー（Henri Honoré Giraud、1879年1月18日 – 1949年3月13日）は、フランスの陸軍軍人。最終階級は上級大将。パリ出身。

## 略歴

### 第一次大戦〜ナチス・ドイツの侵攻

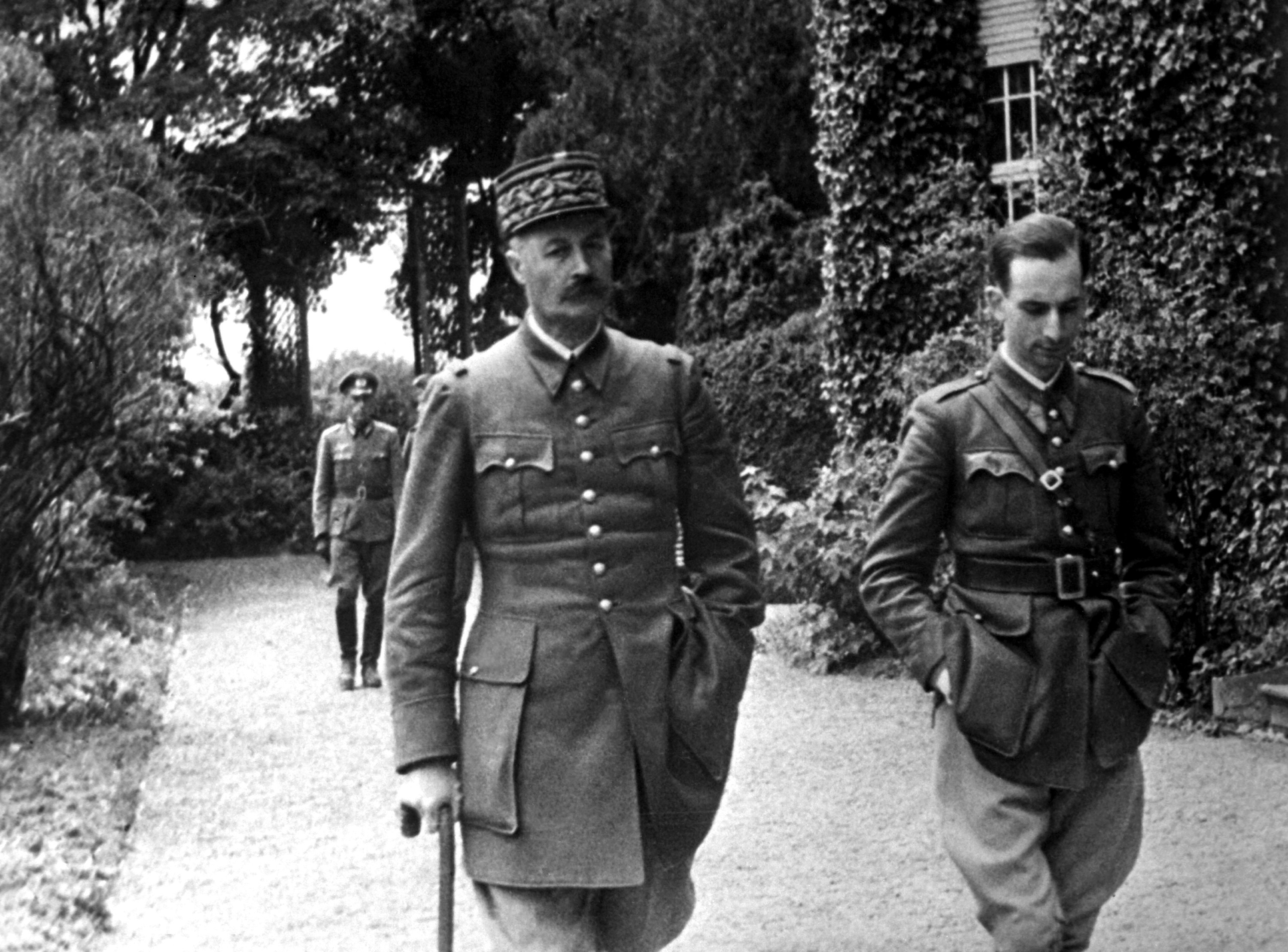
捕虜時代のジロー（左）。1940-1941年

アルザス出身の家系で、パリ13区のカトリックで王党派、石炭商の下位中産階級（小ブルジョア）の家庭に生まれた。私立コレージュ・スタニスラス、私立リセ・ボシュエ (Lycée Bossuet Notre-Dame)、公立リセ・ルイ・ル・グラン卒業後、1898年から1900年までサン・シール陸軍士官学校に在籍し、その間、フランス領北アフリカにも数回派遣された。
1900年、サン・シール陸軍士官学校卒業。第一次世界大戦では北アフリカで従軍。1914年8月、ギーズの戦いで重傷を負いドイツ軍に捕らえられた。2か月後に逃亡し、オランダを経由でフランスに帰国した。大戦終結後、コンスタンティノープル駐留軍に参加。1926年、第3次リーフ戦争の反乱軍の鎮圧のためモロッコで従軍。アブド・エル・クリムを捕らえ、レジオンドヌール勲章を与えられた。その後、メスの司令官に就いた。1936年には上級大将 (général commandant d'armée) となり、第7軍司令官になった。同時期に軍事参議官となり、シャルル・ド・ゴールと出会った。この時期にはド・ゴールが提案した電撃作戦に反対している。
1939年に第二次世界大戦が勃発すると、1940年5月10日に第9軍司令官としてオランダに進軍、攻勢正面の右翼を担当することになった。しかし19日、新しく設置された司令部に赴くと、すでにそこはドイツ軍に占領されていた。ジローは捕らえられ、捕虜収容所として使われていたドレスデン郊外のケーニッヒシュタイン城 (en:Königstein Fortress) に収容された。収容中に逃亡の準備としてドイツ語を学んだり、周辺の地図を記憶するなどした。また、1年がかりで長さ45 mのロープを編んでいた。ジロー自身は後に、逃亡の目的は対独抗戦の再開のみであったと語っている。

### 脱走
1942年4月17日、変装し事前に用意していた45 mのロープを伝って降り、逃亡した。ドイツ各地を通り抜け、ジローはスイスへ逃亡に成功した。その後ヴィシー政権下フランスに逃れ、4月28日には首班のフィリップ・ペタン元帥と会見した。アドルフ・ヒトラーはシャルル・ド・ゴールの著書「職業軍隊を目指して」を読んで感銘を受けていたが、この著者がジローであると勘違いをしていた。さらに捕虜になった際、脱走をしないという誓約をしたと思いこんでいた。ヒトラーはジローが連合軍と連携する可能性があると考え、自発的にドイツへ投降することを求めた。ペタンやフランス軍総司令フランソワ・ダルラン元帥も同様にドイツへの投降を求めたが、ジローは応じなかった。ジローの逃亡はドイツによるフランス人捕虜への警戒となって現れ、待遇は悪化した上に一時帰国も出来なくなった。ジローはその後南フランスに滞在していたが、6月頃からアメリカによる接触が行われた。アメリカはド・ゴールを嫌っており、北アフリカにおける軍の協力者、しかも少将であるド・ゴールよりも上級者を望んでいた。当初前北アフリカ総督であったマキシム・ウェイガン大将に接触したが、高齢であったこととペタンへの忠誠を理由に断った。その次の候補者となったのがジローであり、彼は連合軍占領においてフランス領北アフリカ（フランス領アルジェリア、フランス領チュニジア、フランス領モロッコ）における最高司令官の役割を期待された。ジローはこの交渉に応じ、11月5日にトゥーロン近郊の海岸からイギリス海軍の潜水艦セラフに乗り込んで北アフリカを目指した。

### 北アフリカの軍事指導者
しかし連合軍の北アフリカ上陸作戦（トーチ作戦）目前の11月5日、ダルラン元帥が息子の看病のためアルジェで長期滞在を開始した。そこで連合軍はダルランとの接触を開始した。流血を恐れたダルランはペタンに連絡した上でこれに応じ、フランス軍の説得を試みることになった。ジローはこの計画について11月6日に知り、11月9日になってアルジェリアのアルジェに私服で上陸した。これは上級大将の軍服は別便で送っていたが、行方不明になったことが理由であり、このこともあってジローは大きな役割を果たすことが出来なかった。北アフリカのフランス軍降伏はダルラン元帥の説得によって順調に進み、11月11日までに次々と降伏していた。一方でヒトラーは「なぜジローを逃がしたのか。あの将軍は30個師団に相当する！」と叫び、駐フランスドイツ大使オットー・アベッツ（de:Otto Abetz）が解任される原因の一つとなった。11月13日、ダルラン元帥はアメリカとイギリスの承認を受けて北アフリカにおけるフランス国家元首兼軍司令官に就任した。一方で軍事指揮権はジローに与えられた。ダルランの政府には旧ヴィシー政府高官が多数おり、ジローの政府もそれを引き継ぐこととなった。
しかしダルランは12月24日、フランス人学生に暗殺された。連合軍の指示のもと、ジローは「北アフリカの軍民最高司令官」（fr）として北アフリカにおけるフランス軍の最高司令官となった。翌日、ド・ゴールからは自由フランスのフランス国民委員会と北アフリカ植民地を統合のための協議を行う申し合わせがあったが、ジローは時期尚早であると断った。ダルラン暗殺犯の捜査に当たってジローはド・ゴール派の関係者を何人か逮捕した。これは本人によるとド・ゴール派とパリ伯アンリの仕業であるとアメリカが考えていたとあり、自らの無関係を示すためであったという。実際ド・ゴールはダルランを「フランス勢力結集の障害」であると考えていた。

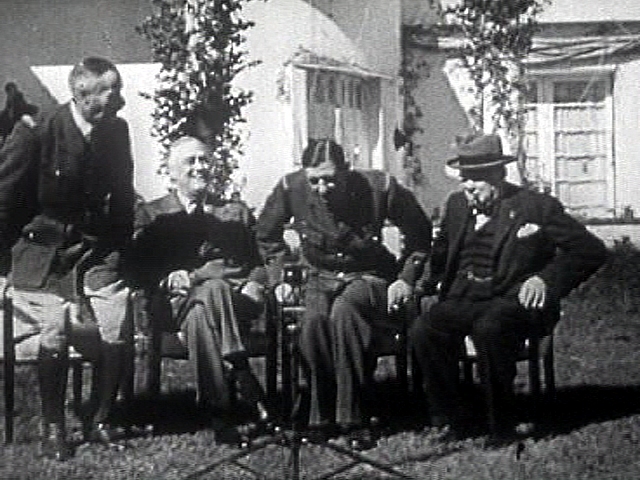
左からジロー、ルーズベルト、ド・ゴール、チャーチル。カサブランカ会談にて

1943年1月22日、カサブランカの近郊アンファで英米首脳とともにジローとド・ゴールが会談を行った（カサブランカ会談）。この席で自由フランスと北アフリカを統合し、ジローとド・ゴールの二頭体制を行うよう米英から要請があったが、ド・ゴールの拒否によって統合は失敗した。フランクリン・ルーズベルト米大統領は「ジローは愛国的な軍人で、まったく政治家ではない。ド・ゴールは軍人でたしかに愛国的で国に献身している。しかし彼は政治家で狂信家だ。彼の中にはほとんど独裁者の性質がある」と両者を評した。しかしカサブランカから帰着後、ジローはダルラン暗殺犯として収監されていたド・ゴール派の容疑者達をすべて不起訴にするよう命令し、解放した。またパリ伯もアルジェリアから追放された。

### 国民解放委員会

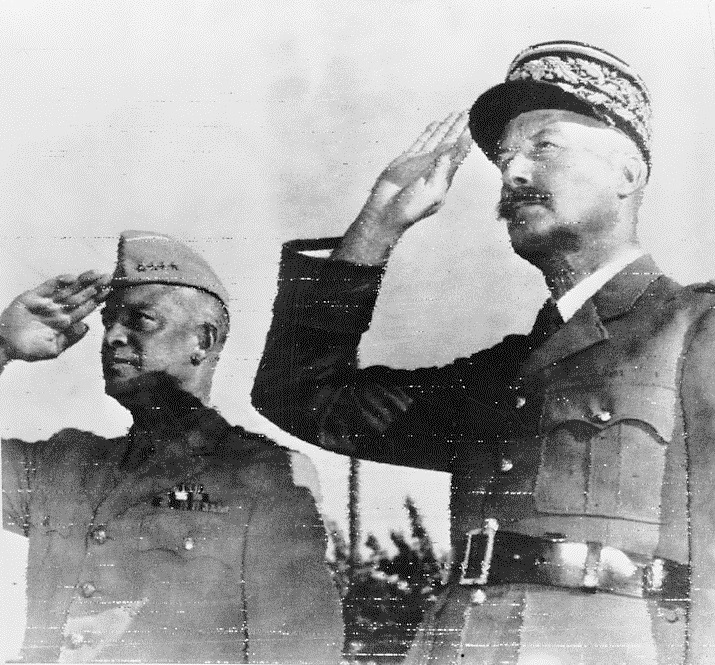
アイゼンハワーとジロー。1943年

自由フランスと北アフリカの統合問題をめぐって両者の確執はなおも続いた。しかし3月頃までには北アフリカでもド・ゴール人気が高まった。ジローは3月14日にヴィシー政府の法令を無効とする演説を行い、ヴィシー政府からの訣別を明らかにした。翌3月15日、ジローはジョルジュ・カトルー将軍を通じて、ド・ゴールとの統一協議のための会談を呼びかけた。両者の協議はその後順調に進んだが、ジローはド・ゴールを完全には信用しておらず、クーデターを警戒して治安責任者にはド・ゴールと不仲であったエミール・ミュズリエ（en:Émile Muselier）提督を指名した。6月3日、自由フランスと北アフリカの統合が成立し、ジローとド・ゴールを共同議長とする国民解放委員会（en、CFLN）が設立された。
その後もジローとド・ゴールの確執は続き、6月にはド・ゴールが辞表を提出してジローが慰留するという事件もあった。ジローは7月に訪米したが、ルーズベルト大統領はド・ゴールについての懸念を伝えた。またジローはド・ゴール派の影響を抑えるために、アメリカのさらなる支援を要請した。当時アルジェではド・ゴール派とジロー派による宣伝合戦が起こっており、ジローは自らの暗殺を懸念していた。9月12日から10月4日には自らの軍隊を率いてコルシカ島攻略作戦（ヴェスヴェ作戦、pl）に参加した。9月17日にはフランス対独抵抗派の統一のための暫定協議会（fr）が設立され、司令官となった。しかしコルシカにはド・ゴール派による蜂起が発生しており、さらなる確執の元となった。10月4日、ジローとド・ゴールの会談が行われたが、ド・ゴールはジローの行政手法を非難した。この席でジローは「あなたはわたしに政治の話をする」と語ったが、ド・ゴールは「そのとおりです。我々は戦争をしているのです。戦争、それはひとつの政治です。」と返した。ド・ゴールはこの会談でジローの解任を決意したという。権力闘争に敗れたジローは11月9日に議長の地位を失った。軍司令官と暫定協議会司令官の地位は保持したが、解放委員会によって1944年4月9日に解任された。この後陸軍総監（Inspecteur général des armées）の地位を提示されたが拒否した。8月28日にはアルジェリアで暗殺未遂にあい、負傷した。

### 戦後
1946年に行われたフランス憲法制定議会選挙では自由共和党（fr）から出馬して当選、第四共和制の憲法制定に携わった。1948年12月15日には軍事参議官からも退官した。
1949年11月、ディジョンにて70歳で死去した。遺骸はオテル・デ・ザンヴァリッドに葬られた。

## 著書
- Mes Evasions
- Un seul but, la victoire: Alger 1942-1944